# Olympia Larissa BC
L'Olympia Larissa BC, o Gymnastikos Syllogos Olympia Larisas, è una società cestistica avente sede a Larissa, in Grecia. Fondata nel 1979, come Gymnastikī Enōsī Olympia Larisas, gioca nel campionato greco.
Disputa le partite interne nel Larissa Neapolis Arena, che ha una capacità di 4.000 spettatori.

## Storia
Nel 2009 si fonde con l'AEL 1964 BC formando il G.S. Olympia Larisas.